# Studium generale

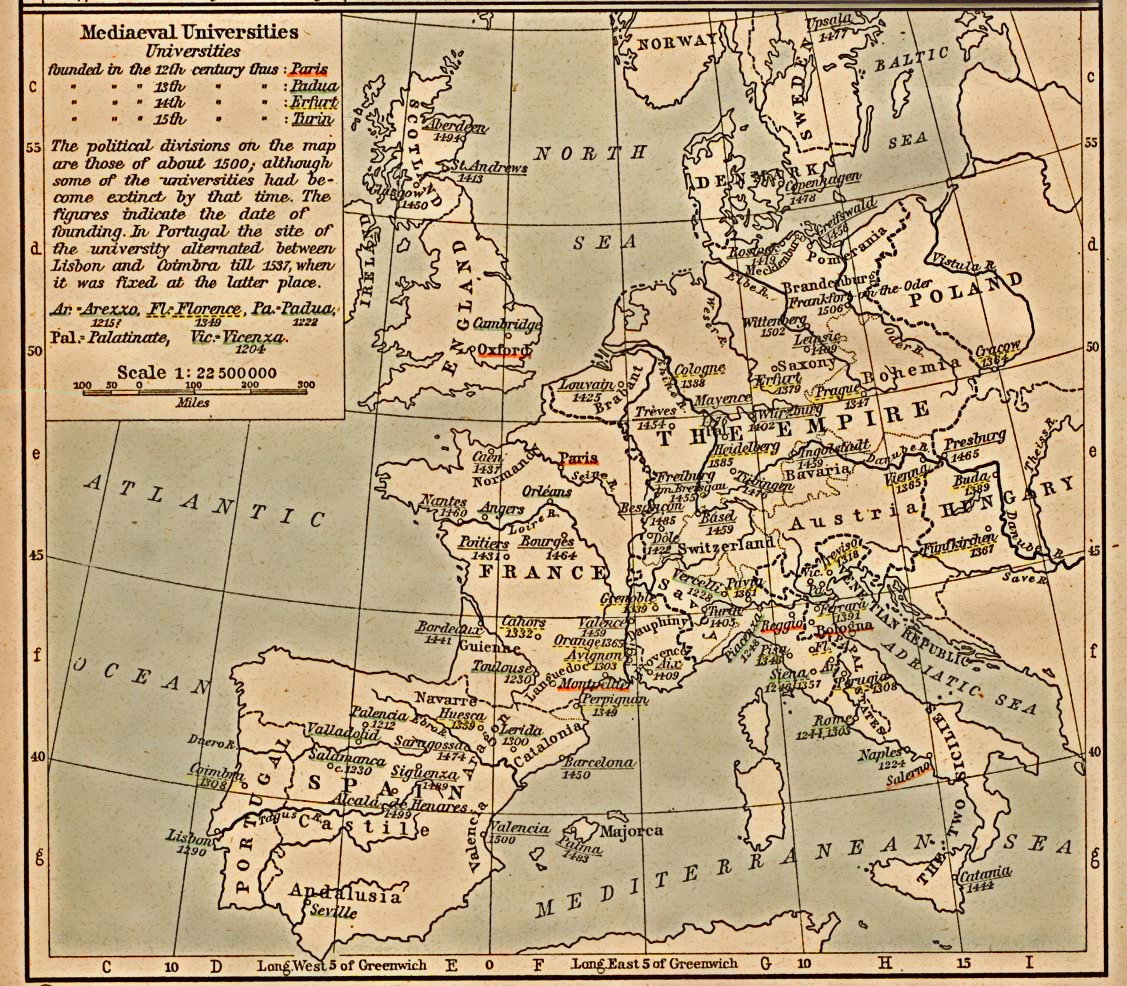
Uniwersytety w średniowiecznej Europie

Studium generale, l. mn. studia generalia – nazwa nadawana w średniowieczu niektórym szkołom o randze międzynarodowej. Ze szkół tych wykształcił się średniowieczny uniwersytet.
Większość wczesnych studiów generaliów mieściła się w Italii, Francji, Anglii, Hiszpanii i Portugalii. Od zwykłych szkół różniły się tym, że uczyli się w nich studenci z całej Europy. Oprócz początkowego programu sztuk wyzwolonych prowadzono w nich kursy z medycyny, prawa czy teologii. Przywileje, jakimi się cieszyły i odrębny, bardziej zaawansowany program studiów, spowodowały, że coraz bardziej zaczęły się one różnić od szkół lokalnych, tworząc instytucję uniwersytetu. Studium generale pozostało w średniowieczu oficjalnym terminem na oznaczenie tych szkół.
Status pierwszych studium generale (w Paryżu, Bolonii czy w Salerno) wynikał z ich własnych zasług. Ich forma organizacyjna i względna samodzielność potwierdzone zostały następnie bullami papieskimi. W późniejszym okresie status i wiążące się z nim przywileje był nadawany przez papieża lub cesarza również dla nowo powstałych szkół. Uniwersytet Jagielloński otrzymał ten tytuł wraz z aktem erekcyjnym, wydanym w 1364 roku, jako 27 uczelnia w Europie.
Lista istniejących studium generale jest trudna do opracowania, ze względu na niejednolitość form powstawania, sporność niektórych przypadków, a także ustanie działalności niektórych z nich. Do 1300 powstało 18 studium generale, z czego 15-16 było nadal aktywnych. Dalsze 4 placówki (Reggio nell’Emilia, Piacenza, Palencia, Sewilla) są sporne (niejednoznaczne źródła, być może nie rozpoczęły działalności). Działające studia generale przekształciły się w uniwersytety, a 7 gromadziło żaków z całej Europy, zyskując znaczenie międzynarodowe (Bolonia, Paryż, Montpelier, Oksford, Padwa, Salamanca, Cambridge).
W późniejszym okresie tytuł studium generale nadal był nadawany przez papieża, choć stopniowo tracił swoją rangę. Obecnie bywa używany na oznaczenie uczelni o randze niższej od uniwersytetu.